# Natalie Zemon Davis
Natalie Zemon Davis, CC (geboren am 8. November 1928 in Detroit; gestorben am 21. Oktober 2023 in Toronto) war eine kanadisch-amerikanische Historikerin und Kulturwissenschaftlerin jüdischer Herkunft. Ihre Forschungsschwerpunkte lagen in der Sozial- und Kulturgeschichte der Frühen Neuzeit, insbesondere Frankreichs. Ihr bekanntestes Werk ist die mikrohistorische Studie Die wahrhaftige Geschichte von der Wiederkehr des Martin Guerre.

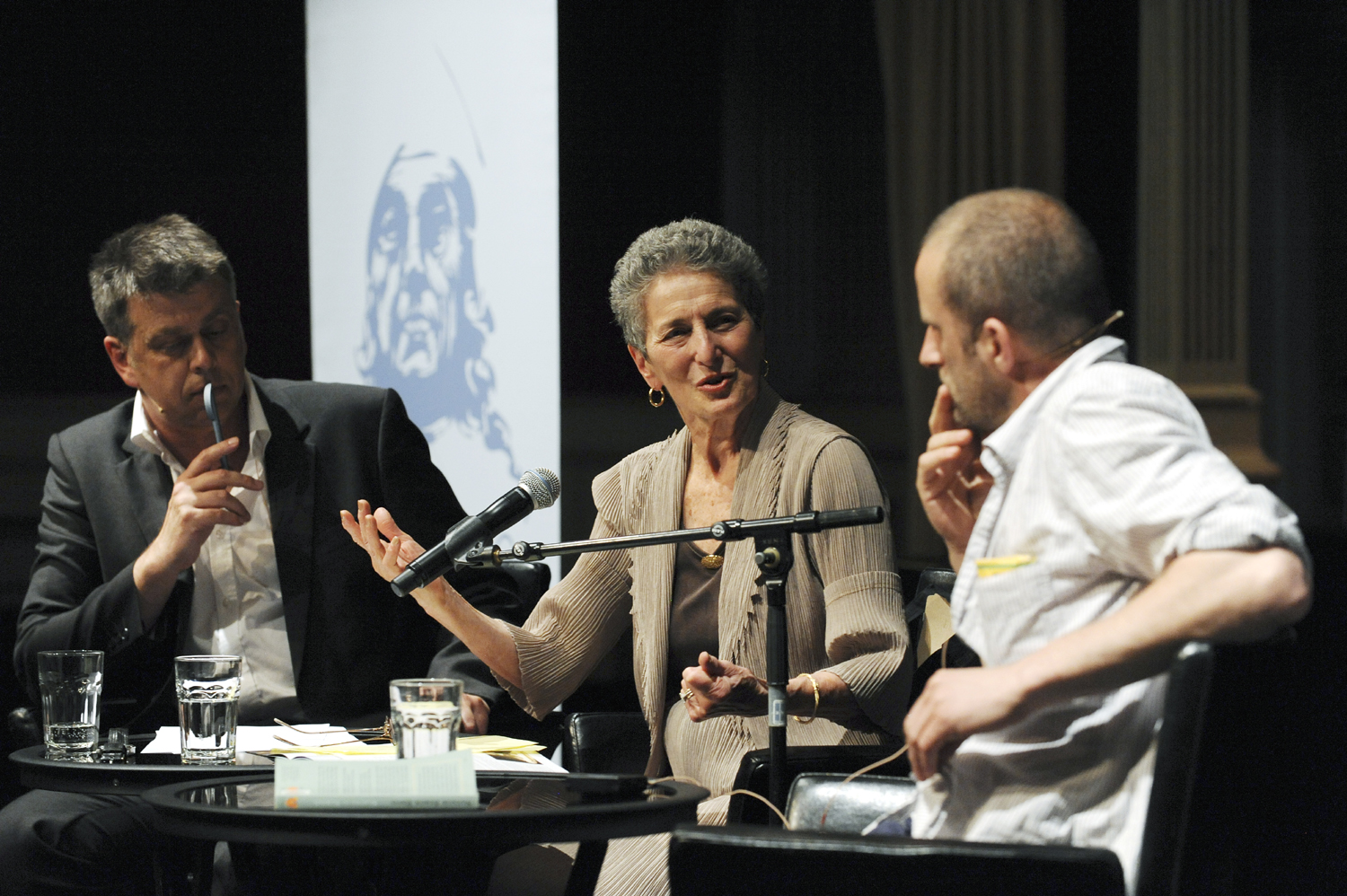
Natalie Zemon Davis (2010)

## Leben
Natalie Zemon Davis wurde 1928 in Detroit als Tochter des Textilgrossisten Julian Zemon geboren. Sie besuchte eine private Mädchenschule in einem Vorort und später die Kingswood School (heute: Cranbrook Kingswood School) in Bloomfield Hills, die zur Cranbrook Educational Community gehört. Sie schloss 1949 das nur Frauen offenstehende Smith College in Northampton mit einer Arbeit über den Renaissance-Philosophen Pietro Pomponazzi ab. An diesem College kam sie in Berührung mit der politischen Linken und engagierte sich als politische Aktivistin in der Organisation American Youth for Democracy, einer Gruppe, die von der kommunistischen Partei unterstützt wurde. Nach einem Studium in Harvard und Michigan promovierte sie 1959 an der University of Michigan in Ann Arbor. Das Thema ihrer Dissertation war der Protestantismus innerhalb der Arbeiterschicht der Lyoner Druckindustrie. Sie lehrte 1956 an der Columbia University in New York, danach 1956 bis 1963 an der Brown University in Providence, 1963 bis 1964 an der York University in Toronto, 1971 bis 1977 an der University of California in Berkeley, 1977 an der Ecole des Hautes Etudes en Sciences Social in Paris und von 1978 bis zu ihrer Emeritierung im Jahre 1996 an der Princeton University in New Jersey. Sie war zudem Gastprofessorin in Berkley im Jahr 1968, in Yale 1987, am Balliol College an der Universität Oxford von 1994 bis 1995 und schließlich an der University of Toronto von 1996 bis 1997. Seit ihrer Emeritierung im Jahr 1996 lebte sie als Schriftstellerin in Toronto und unterrichtete an der dortigen Universität. Am 26. April 2019 fand an der University of Princeton eine Tagung zu Ehren ihres 90. Geburtstags statt, auf der neben Natalie Zemon Davis auch Kolleginnen und Kollegen wie Francesca Trivellato und Joan W. Scott sprachen.
Sie war Herausgeberin zahlreicher Fachzeitschriften und 1987 Präsidentin der American Historical Association.
Davis war eine der wichtigsten Vertreterinnen der Neuen Kulturgeschichte. Ihre Studien zu Humanismus und Reformation, Gender Studies und Judentum nehmen eine Vorreiterrolle in der interdisziplinären Kulturwissenschaft ein.

## Privates
Im Jahr 1948 lernte sie den später in Toronto lehrenden Mathematiker Chandler Davis an der Harvard Summer School kennen und heiratete ihn sechs Wochen später. Es war eine „Skandalehe“, weil sie einen Protestanten heiratete. Die beiden haben zusammen drei Kinder: Aaron Davis, Hannah Davis sowie Simone Davis. Natalie Zemon Davis starb im Oktober 2023.

## Forschungsinteressen

### Durchbruch in der Popkultur durch The Return of Martin Guerre
Hauptartikel: Die wahrhaftige Geschichte von der Wiederkehr des Martin Guerre
Dem großen Publikum wurde Natalie Zemon Davis durch ihren in 21 Sprachen übersetzten Bestseller The Return of Martin Guerre (deutsch: Die wahrhaftige Geschichte von der Wiederkehr des Martin Guerre) bekannt. Das Buch erzählt die Geschichte des Bauers Martin Guerre, der im Jahre 1548 spurlos aus Artigat (Frankreich) verschwunden ist. Einige Jahre später tauchte jemand auf, der sich als Martin Guerre ausgab und dem es gelang, einen Großteil aus Familie und Dorfgemeinschaft davon zu überzeugen, dass er Martin Guerre sei. Nach Zweifeln über seine Identität und finanziellen Reibereien wurden zwei Gerichtsprozesse initiiert. Er wurde als Betrüger hingerichtet, nachdem der richtige Martin Guerre am Ende des zweiten Gerichtsprozesses wieder erschienen war und die Gerichtsverhandlung über die Identität seiner Person somit eindeutig gegen ihn entschied.
Ihrem Buch ging eine Zusammenarbeit mit dem Regisseur Daniel Vigne im Rahmen des Filmes Le Retour de Martin Guerre voraus, der 1982, ein Jahr vor der Veröffentlichung ihres Buches, erschien. Im Film spielte Gérard Depardieu die Rolle des falschen Martin Guerre. Davis war maßgeblich am Drehbuch für den Film beteiligt.

### Die Geschlechtergeschichte der Frühneuzeit
Davis hat sich als eine der Ersten mit der Geschlechtergeschichte in der frühen Neuzeit beschäftigt. Während dieser Epoche des 16. und 17. Jahrhunderts wurde die Konstruktion von „Weiblichkeit“ und „Männlichkeit“ ausgebaut. Davis’ erklärtes Ziel war es, innerhalb diverser Gesellschaften wie auch in unterschiedlichen Zeitepochen die Spannweite der Geschlechterrollen ebenso wie den sexuellen Symbolismus zu erforschen, um besser zu verstehen, wie diese funktionieren und Gesellschaftsordnungen unterstützen oder deren Veränderungen auslösen. Es gelte zu erklären, weshalb Geschlechterrollen je nach Gesellschaft genau definiert oder fließend sein können und konnten, wieso sie manchmal asymmetrisch und manchmal „fair“ sind oder waren. Davis befasste sich dabei mit Fragen, wie Frauen gelebt haben und wie es ihnen in einer Ordnung, die sich in kultureller, politischer und sozialer Hinsicht wandelt, ergeht. Dabei legte sie Wert darauf, dass nicht nur über die Frauen als unterdrücktes Geschlecht geforscht wird, sondern dass der Mechanismus der Unterdrückung ins Zentrum gerückt wird. Davis vertrat die Meinung, dass eine Verbesserung der Stellung der Frau vom Mittelalter bis in die Moderne nicht stattgefunden habe.

### Gender Studies
In ihrem Vortrag auf der Berkshire Conference on the History of Women im Jahr 1975, der ein Manifest der Frauenbewegung werden sollte, sagte sie Folgendes:
Aber mir scheint, dass wir uns für die Geschichte von Frauen wie von Männern interessieren sollten, dass wir nicht ausschließlich über das unterdrückte Geschlecht arbeiten sollten [...] Es sollte zur zweiten Natur für Historiker – gleich was sein oder ihr Spezialgebiet ist – werden, die Konsequenzen des Geschlechts ebenso bereitwillig zu berücksichtigen wie etwa die Klassenzugehörigkeit.
Ihrer Beschäftigung mit den Gender Studies verlieh sie außerdem Nachdruck durch ihre mikrohistorische Studien Drei Frauenleben, worin sie das Leben dreier europäischer Frauen im 17. und 18. Jahrhundert analysierte: Dies sind die Hamburger Kauffrau Glikl bas Judah Leib, die Nonne Marie de l’Incarnation und die protestantische Malerin Maria Sibylla Merian.

### Interreligiöse und interkulturelle Kulturstudien
Bereits 1988 veröffentlichte sie eine Biografie des venezianischen Rabbis Leone Modena. Damit öffnete sich ihr die jüdische Geschichte.
Ihr Fachgebiet in den Bereich der Islamwissenschaft erweiternd, schrieb Davis 2006 eine weitere mikrohistorische Studie: Leo Africanus. Ein Reisender zwischen Orient und Okzident. Darin beschäftigte sie sich mit dem Diplomaten und Autor Leo Africanus, der als Muslim geboren wurde und später von Papst Leo X. getauft wurde. Leo Africanus veröffentlichte zu Lebzeiten mehrere Werke, darunter eine geographische und kulturelle Beschreibung Nordafrikas, welche in den späteren Jahrhunderten äußerst einflussreich wurde. In ihrer Studie ging Davis der Beziehung christlicher und islamischer Kommunikation im 16. Jahrhundert nach und arbeitete die gegenseitigen Vorstellungen der Religionen heraus. Außerdem analysierte sie die Umwelt Leo Africanus’ in Bezug auf Vorstellungen über Gender, Sexualität und Sklaverei.

## Preise und Auszeichnungen
- 1979: Aufnahme in die American Academy of Arts and Sciences
- 1995: Wahl zum korrespondierenden Mitglied der British Academy[9]
- 2000: Toynbee-Preis
- 2001: Aby-M.-Warburg-Preis
- 2001: Ehrendoktorat der Universität Basel[10]
- 2010: Internationaler Holberg-Gedenkpreis[11]
- 2011: Aufnahme in die American Philosophical Society[12]
- 2012: National Humanities Medal
- 2012: Companion des Order of Canada
- 2016: Aufnahme in die Royal Society of Canada[13]

## Werke
- Die wahrhaftige Geschichte von der Wiederkehr des Martin Guerre. (Le retour du Martin Guerre.) Piper, München 1984, ISBN 3-492-02858-6.
- Frauen und Gesellschaft am Beginn der Neuzeit. Studien über Familie, Religion und die Wandlungsfähigkeit des sozialen Körpers. Wagenbach Verlag, Berlin 1986, ISBN 3-8031-3531-1.
- Ruhm und Geheimnis: Leone Modenas „Leben Jehudas“ als frühneuzeitliche Autobiographie. In: Lebensgänge, Berlin 1998, S. 41–56, ISBN 978-3-8031-5161-2.
- mit Arlette Farge: Geschichte der Frauen, Band 3: Frühe Neuzeit, Frankfurt: Campus Verlag 1994.
- Humanismus, Narrenherrschaft und die Riten der Gewalt. (Society and Culture in Early Modern France.) S. Fischer Verlag, Frankfurt am Main 1987, ISBN 3-596-24369-6.
- Drei Frauenleben. (Women on the Margins) Wagenbach Verlag, Berlin 1996, ISBN 3-8031-3584-2.
- Die schenkende Gesellschaft. Zur Kultur der französischen Renaissance. (The Gift in Sixteenth-Century France.) C. H. Beck, München 2002, ISBN 3-406-48721-1.
- Metamorphosen. Das Leben der Maria Sibylla Merian. (Women on the Margins.) Wagenbach Verlag, Berlin 2003, ISBN 3-8031-2484-0.
- Mit Gott rechten. Das Leben der Glikl bas Judah Leib, genannt Glückel von Hameln. (Women on the Margins.) Wagenbach Verlag, Berlin 2003, ISBN 3-8031-2485-9.
- Leo Africanus. Ein Reisender zwischen Orient und Okzident. (Trickster Travels.) Wagenbach Verlag, Berlin 2008, ISBN 978-3-8031-3627-5.
- A passion for history. Conversations with Denis Crouzet, Early Modern Studies 4, Truman State University Press, 2010 (Originalausgabe in Französisch, Albin Michel 2004).